# جاجيت سينغ
جاجيت سينغ، من مواليد جاغموهان سينغ دهمان (8 فبراير 1941 - 10 أكتوبر 2011)، مغني غزل هندى مبدع ومؤلف وموسيقي. اشتهر باسم «ملك الغزل»، واشاد برفقة زوجته، المغنية الهندية الشهيرة غيترا سينغ في السبعينيات والثمانينيات. إن ألبومهم الموسيقي الذي يضم الموسيقى من الأفلام، هو أكبر ألبوم في كل العصور. غنى بالعديد من اللغات. حصل على بادما بهوشان من قبل حكومة الهند في عام 2003. في فبراير 2014، أصدرت حكومة الهند مجموعة من طابعتين بريديتين تكريما له.
يرجع الفضل إلى جاجيت سينغ في إحياءالغزل، وهو شكل من الأشكال الشعرية الرفيعة، عن طريق اختيار الشعر الذي كان ذا الصلة بالجامعة وآليفها أكثر من ذلك. من حيث الموسيقى الكلاسيكية الهندية، سلط الضوء على هذا في موسيقاه لأفلام مثل بريم جيت (1981)، آرث (1982)، والمسلسلات التلفزيونية ميرزا غالب (1988) وكاهكاشان (1991). جاغيت سينغ أنجح المغني والملحن الغزل في كل العصور من حيث الإشادة النقدية والنجاح التجاري. من خلال مهنة امتدت على مدى خمسة عقود ومجموع يضم أكثر من 90 ألبوم، تم اعتبار نطاق واتساع أعماله على أنه نوع من التعريف. ويعود الفضل في تأليف كتاب «نايي ديشا» (1999) و «سامفيدنا» (2002).
كان ألبوم سينغ لعام 1987، بيوند تايم، أول إصدار مسجل رقميا في الهند. كان يعتبر واحدا من الفنانين الأكثر نفوذا في الهند. مع أسطورة السيتار رافي شانكار وشخصيات بارزة أخرى في الموسيقى والأدب الكلاسيكي الهندي، عبّر سينغ عن مخاوفه بشأن تسييس الفنون والثقافة في الهند ونقص الدعم الذي يتمتع به ممارسو أشكال الفن التقليدي في الهند، ولا سيما الفنانون والموسيقيون الشعبيون. قدم دعمًا نشطًا للعديد من المساعي الخيرية مثل المكتبة في مدرسة سانت ماري ومومباي ومستشفى بومباي.

## النشأة والوظيفة

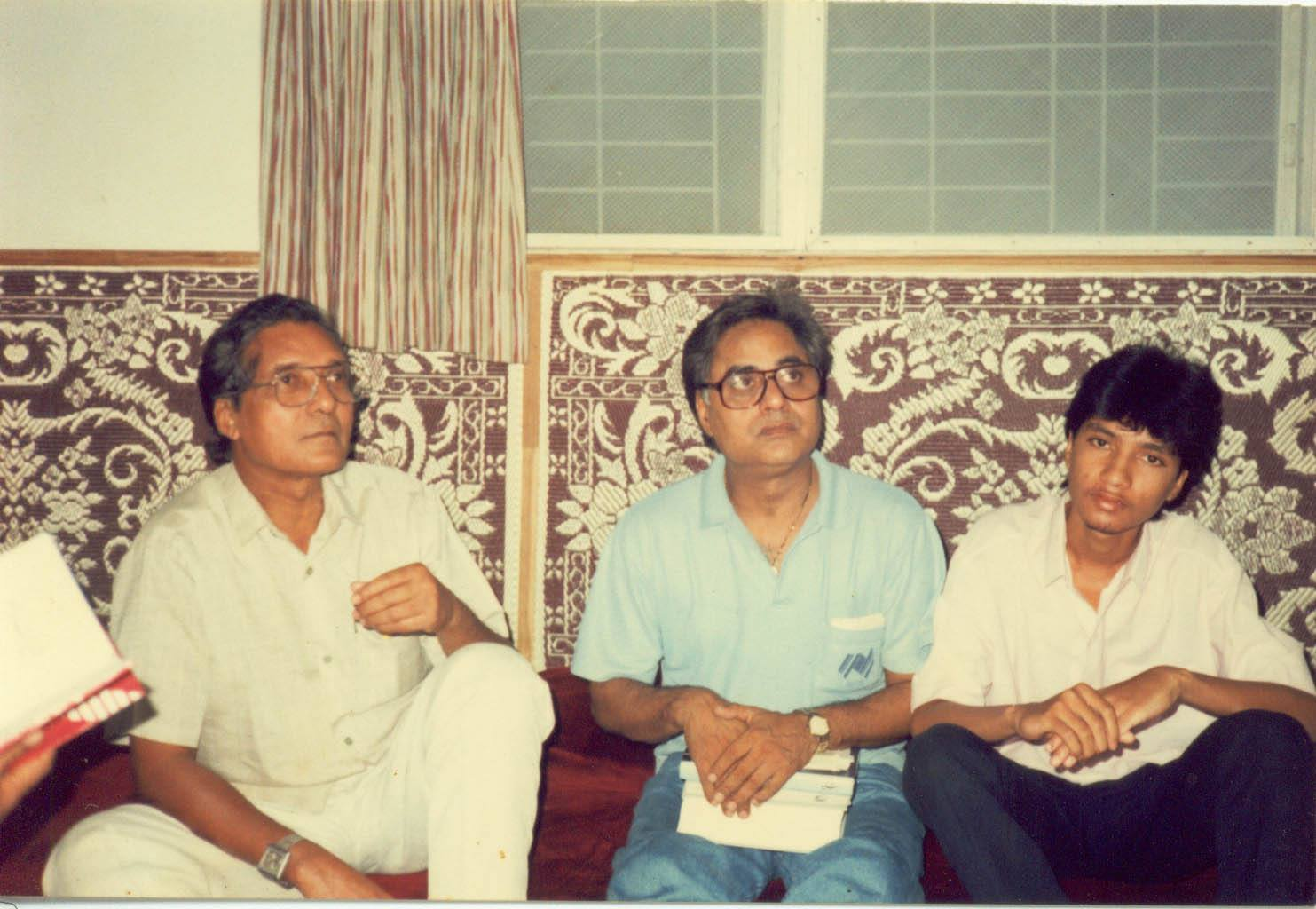
جاجيت سينغ (وسط) مع الشاعر شهيد كبير وابنه سمير كبير

ولد جاجيت سينغ في سري، راجستان، الهند. كان والده سردار عمار سينغ ديمان مع إدارة الأشغال العامة الحكومية، وأشاد من قرية دالا، ومنطقة روبار في البنجاب، وكانت أم سردارني باتشان كاور ربة منزل نشأت في أسرة دينية عميقة في قرية أوتولان بالقرب من سمرالا.
تلقى سينغ تعليمه في البداية في مدرسة خاصة ثانوية وكلية حكومية في سري غانغاناجار، درجة الفنون من كلية دي أيه في جالاندهار. هناك بدأ مهنته في عام 1961 من خلال الاضطلاع بالغناء وتكليف المهام في محطة جالاندهار راديو الهند. في وقت لاحق، درس للحصول على درجة الدراسات العليا في التاريخ في هاريانا. طوال هذا الوقت، وكنتيجة لموهبة طبيعية اكتشفها والده، تعلم سينغ الموسيقى في البداية من سيد معدي بصري من الموسيقى الكلاسيكية الهندية، بانديت تشاجانلال شارما، وبعد ذلك من الأستاذ جمال خان من سينيا جارانا، الذي قام بتدريس وتدريب له في جميع الأنماط البارزة للتقاليد الصوتية الكلاسيكية الهندوستانية. طوال سنوات مراهقته، كان يقوم على خشبة المسرح ويؤلف الموسيقى. على الرغم من أن والده، الذي كان موظفاً حكومياً، كان يأمل في أن يصبح مهندسا، فقد تابع سينج شغفه بالموسيقى بلا هوادة. ومثل جميع الآباء في عائلات الطبقة المتوسطة الهندية، كان والده يتطلع إلى أن يصبح بيروقراطيًا. ومع ذلك، شجع أيضًا سينغ وأشقائه على تعلم الموسيقى.

## شهرتة

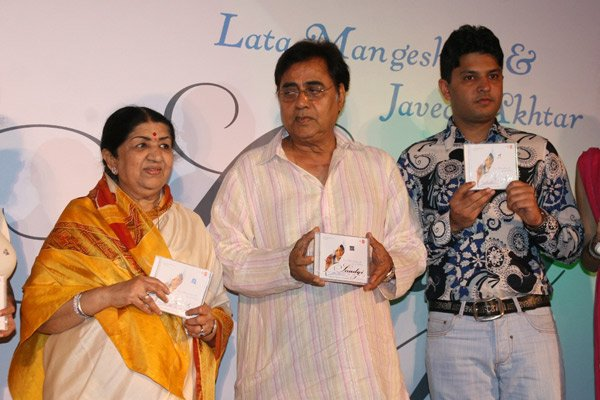
سينغ مع لاتا مانجيشكار في الإصدار الصوتي لسادجي

كان سينغ لا يزال يكافح من أجل كسب العيش في عام 1967 عندما التقى بشيترا دوتا المولودة في بنغلادش. طلقت زوجها وتزوجت سينغ في ديسمبر 1969. بعد ولادة ابنهما فيفيك، كان الزوجان يؤديان دور الثنائي الغنائي. في الفترة الفاصلة، كانت الصعوبة الأساسية بالنسبة لهم هي أن النوع الغزل للموسيقى كان يهيمن عليه الفنانون المسلمون.
حققت الاغنيه شعبية كبيرة لسينج. وصفته صحيفة إندبندنت في عام 2011 بأنها "رائدة ... لقد أصبحت حدثًا تحويليًا قبل وبعد التاريخ في تاريخ الموسيقى الهندية الشعبية والغزلية. ولا يزال الأمر كذلك". باستخدام الترتيبات الحديثة، يتكون من عشرة مسارات تتضمن اثنين منها غنوا كثنائي. كما أشارت إندبندنت إلى أن "هذا الشكل من العروض الفردية والثنائية من أول فريق ناجح تجاريا للزوج والزوجة في الموسيقى الشعبية الهندية أثبت نجاحا مذهلا". أوضح جاغيت "كنت مصمما على تلميع هذا النوع وجعله إنها أكثر قبولا من الأذواق الحديثة، لذلك اخترت قصائد بسيطة ووضعتها على أنغام بسيطة، كما أدخلت أجهزة غربية لجعلها أكثر حيوية. بعد ذلك، عمل الزوجان معاً في مشاريع موسيقية فردية ومشتركة وأجروا حفلات موسيقية في جميع أنحاء العالم. كان هناك نجاح من المشاركة في صناعة السينما وحشدوا ثروة كبيرة، بينما أصبح جاغجيت يعرف باسم "ملك الغزل".

## وفاتة
قام سينغ بجولة في المملكة المتحدة في عام 2011 وكان من المقرر أن يؤديها مع غلام علي في مومباي، لكنه عانى من نزيف في الدماغ في 23 سبتمبر 2011. وكان في غيبوبة لأكثر من أسبوعين وتوفي في 10 أكتوبر، في مومباي. تم حرقه في اليوم التالي في محرق تشاندانوادي بالقرب من الخطوط البحرية في مومباي.
تم دفع عدد من الإشادات إلى سينغ بعد وفاته، وحاول البعض الاستفادة من شعبيته، التي انتقدتها زوجته.

## روابط خارجية
- جاجيت سينغ على موقع IMDb (الإنجليزية)
- جاجيت سينغ على موقع ميوزك برينز (الإنجليزية)
- جاجيت سينغ على موقع ديسكوغز (الإنجليزية)
- جاجيت سينغ على موقع قاعدة بيانات الفيلم (الإنجليزية)